# نظریه فمینیستی سینما
نظریه فمینیستی فیلم (به انگلیسی: Feminist film theory) یک گونه از نظریه نقد فیلم است که در حوزه سیاست‌های فمینیستی و تئوری فمینیستی برشمرده می‌شود. فمینیستها با توجه به عناصر مورد تجزیه و تحلیل فیلم و زمینه‌های نظری، رویکرد و گرایشهای زیادی به حوزه تحلیل سینما دارا می‌باشند.

## تاریخچه
پس از جنبش دانشجویی-کارگری مه ۱۹۶۸ فرانسه اندک اندک شاهد فاصله‌گیری از مارکسیسم بودیم. این فاصله‌گیری از مارکسیسم به معنای کنارگذاشت سیاستهای اپوزیسیونی نبود بلکه به معنای این بود که دغدغه‌ها از مسائل طبقاتی به ایدئولوژیها جای خود را به دغدغه‌های کم ارزش تر و گسترده‌تر نژاد، جنسیت و مسائل جنسی دارد. بیشتر جدلها در دهه ۷۰، ۸۰ و ۹۰ حول و حوش مباحث فمینیست بود. فیلم نیز از این قاعده مستثنُی نبود.
فیلم سینمایی مثل جریان عام فمینیسم بر پایه متون فمینیستی اولیه، اتاق با چشم‌انداز ویرجینیا ولف و جنس دوم سیمین دوبوار بنا شد. توسعه نظریه فیلم فمینیستی تحت تأثیر موج دوم فمینیسم و توسعه مطالعات زنان در دانشگاهها، قرار گرفت. رفته رفته پژوهشگران فمینیستی، نظریه‌های جدید را که حاصل این جنبش برای تحلیل فیلم بود پذیرفتند. تلاشهای اولیه در ایالات متحده دز اوایل ۱۹۷۰ و براساس تئوریهای جامعه‌شناسی بود و تمام توجه خود را معطوف کارکرد شخصیتهای زن در فیلم‌های بخصوص داستانی، ژانری یا کلیشه‌ای کردند تا متوجه ذهنیت جامعه دربارهٔ زنان شوند. آثاری از قبیل اثر مارجوری روزن پاپ کرن ونوس: زنان، سینما و رویای آمریکایی (۱۹۷۳) و اثر مالی هسکل از تکریم تا تجاوز: رفتارشناسی زن در سینما (۱۹۷۴)به بررسی این می‌پردازند که چگونه شخصیت نمایش داده شده از زنان در فیلم در رابطه با چهار چوب گسترده‌تر تاریخی، کلیشه‌های به تصویر کشیده، حدودی که زنان به عنوان فعال یا غیر فعال نشان داده شده بودند، و مقدار زمانی که روی صفحه نمایش داده می‌شوند است.
در مقابل، نظریه‌پردازان انگلیسی فیلم، شروع به جمع‌آوری ذهنیتهایی که توسط روانشناسان، نشانه‌شناسان و مارکسیسم ترسیم شده کردند، و در نهایت این نظریات در جامعه پژوهشگر آمریکا در اواخر ۱۹۷۰ و ۱۹۸۰ به بار نشست. تحلیلها عموماً حول چنین مسائلی می‌گذشت: «چگونگی تولید معنا در متن فیلم، روشی که متن دیدگاهی نظری بنا می‌کند، تاثیر بسیاری از سازوکارهای تولید سینمایی، در معرفی زن و تقویت مسایل جنسی او»
کریستین متز در مقاله خودش با عنوان «از دال خیالی: هویت، آینه» بیان می‌کند که دیدن فیلم تنها از طریق دیدزدن جنسی، که در بهترین نمونه خودش در فیلم‌های صامت یافت می‌شود ممکن است.
اخیراً پژوهشگران این امر، بیشتر توجه خود را معطوف به تلویزیون و رسانه‌های دیجیتال کرده‌اند.

## انواع خوانش‌های فمنیستی
مطالعات سینمایی فمینیستی به بررسی نقش‌های مختلف فمینیسم در تحلیل فیلم‌ها می‌پردازد. این نقش‌ها را می‌توان به دو دسته کلی "برون‌فیلمی" و "درون‌فیلمی" تقسیم کرد.

### بررسی برون‌فیلمی
بررسی‌های فمینیستی برون‌فیلمی به تحلیل فیلم از منظر جامعه‌شناسی، انسان‌شناسی و تاریخ می‌پردازد. در این رویکرد، پژوهشگران به بررسی زمینه‌های تاریخی، روند تولید و نحوه دریافت فیلم‌ها می‌پردازند. برخی از پرسش‌های مطرح‌شده در این حوزه شامل موارد زیر است:
- نقش زنان در تولید فیلم‌ها، از جمله نویسندگی، کارگردانی، تدوین و بازیگری.
- تحلیل نظریه دریافت برای بررسی نحوه نقد و تحلیل فیلم‌ها توسط گروه‌های مختلف، از جمله مخاطبان فمینیست و گروه‌های دیگر.
- جایگاه فیلم‌ها در بستر تاریخی و اجتماعی، که می‌تواند شامل بررسی ارتباط فیلم‌ها با آثار ادبی مرتبط باشد.

### بررسی درون‌فیلمی
بررسی درون‌فیلمی به تحلیل محتوا و بازنمایی‌های جنسیتی در فیلم‌ها می‌پردازد. این رویکرد شامل تحلیل شیوه‌های بازنمایی زنان، مردان، جنسیت و روابط قدرت میان آن‌ها در سینما است. در این چارچوب، عناصر زیر مورد توجه قرار می‌گیرند:
- نحوه نمایش زنان و مردان در فیلم‌ها، از جمله نقش‌های آن‌ها به‌عنوان عاملان، قربانیان یا آفرینندگان روایت.
- بررسی ساختار فیلم، از جمله طرح داستان، شخصیت‌پردازی و زاویه دید.
- تحلیل ایدئولوژی جنسیتی فیلم‌ها، به‌ویژه پیام‌های نهادینه‌شده درباره جنسیت که به‌عنوان بدیهیات پذیرفته شده‌اند.

### نقد ایدئولوژیک
در چارچوب مطالعات فمینیستی، ایدئولوژی به‌عنوان بازنمایی روابط قدرت و سلطه در نظر گرفته می‌شود. نقد فمینیستی بر فیلم‌ها می‌تواند به بررسی این روابط از منظر پدرسالاری، سلطه طبقاتی و سایر ساختارهای قدرت بپردازد. برخی از جنبه‌های این نقد شامل موارد زیر است:
- تحلیل بازنمایی‌های طبیعی‌انگاشته‌شده درباره جنسیت و بررسی اینکه چگونه این بازنمایی‌ها به تداوم نابرابری‌های جنسیتی کمک می‌کنند.
- مطالعه فیلم‌هایی که چالش‌هایی برای هنجارهای جنسیتی ارائه می‌دهند و بازاندیشی درباره روابط قدرت را ممکن می‌سازند.

مطالعات سینمایی فمینیستی، چه در رویکرد برون‌فیلمی و چه درون‌فیلمی، نقش مهمی در تحلیل فیلم‌ها از منظر اجتماعی و فرهنگی دارد و به درک بهتر بازنمایی‌های جنسیتی در سینما کمک می‌کند.

## مفاهیم کلیدی

### چشم چرانی و زل زدن به زنانگی
وقتی نظریه پردازان فمینیست فیلم‌های کلاسیک را بررسی کردند متوجه عنصر چشم چرانی مردانه از فیلم سازی کلاسیک هالیوود شدند. باد بوئتیچر نظر فوق را چنین جمع‌بندی کرد: «چیزی که به حساب می‌آید ایسنت که قهرمان زن چگونه تحریک می‌کند یا اینکه او چگونه نمایش داده می‌شود. او یک نفر است. فارغ از ترس و عشقش، او به عنوان قهرمان نمایش داده می‌شود اما در حقیقت رفتارش به رفتار بازیگر مرد بستگی دارد. اینکه بازیگر مرد چه می‌خواهد یا چه انجام می‌دهد. شخص زن به خودی خود از هیچ اهمیتی برخوردار نیست.» تألیف اولیه لورا مالوی «لذت دیداری و سینمای روایی» (نوشته شده در ۱۹۷۳ و چاپ شده در ۱۹۷۵) با بسط اینکه نقش زنان در فیلم‌ها انفعالیست روی این موضوع بحث کرد که فیلم‌ها لذات دیداریشان را به وسیلهٔ دیدزدن جنسی و هویت بازیگر مرد روی پرده بدست می‌آورند. او ادعا می‌کند: «در بازنمایی سنتی نقش زنان، آنها را بر اساس زمرگان ظاهری و جاذبه‌های جنسیشان نمایش داده و دیده می‌شوند بنابر این می‌توانند دلالت ضمنی بر برجسته نمایی کنند». و به عنوان یک نتیجه می‌توان ادعا کرد که در فیلم یک زن «حامل معنا است نه تولید کننده معنا». مالوی در بر اساس روانشناسی فروید و نگاه پدرسالارانه جامعه در مورد این جاذبه نمایی جنسی زنان در فیلم بحث می‌کند؛ سینمای غالب با برتر شمردن جنس مذکر چه در چارچوب روایت چه در تصویر، قواعد پدرسالارانه را تثبیت می‌کند.
مالوی سه نوع نگاه خیره را در سینما بررسی می‌کند. نگاه خیره دوربین، نگاه خیره شخصیتهایی که به یکدیگر نگاه می‌کنند و نگاه خیره تماشاگر که هم ذات پنداری چشم چرانانه با نگاه خیره مذکرانه را به زنان ترغیب می‌کند. جنس مذکر به سوژهٔ فعال روایت تبدیل می‌شود و جنس مونث تبدیل می‌شود به ابژهٔ منفعل نگاه خیرهٔ تماشاگرانه‌ای که برای جنس مذکر تدارک دیده شده‌است.
در این مقاله، مالوی خواستار تخریب ساختار فیلم مدرن به عنوان تنها راه آزادسازی زنان از چنگ ابزار شدن جنسی می‌شود. او خواستاز حذف چشم چرانی از فیلم‌ها به وسله فاصله گذاری بین شخصبت زن و بیننده مرد می‌شود. مالوی تنها راه چاره برای اینکار را در حذف مؤلفه‌های چشم چرانی میداند.
استدلالهای مالوی همه به دوره‌ای که در آن می‌نوشت برمیگشت. مقاله «لذت دیداری و سینمای روایی» را او حول دوره موج دوم فمینیسم نوشت که در این دوران هدف برابری زنان در مکان کار بود. مالوی بخاطر اینکه با موج دوم فمینیسم خودش را همراه کند، بر حذف ابزارسازی جنسی زنان تأکید می‌کرد. بنظر او برای اینکه زنان با مردان در جامعه کاری برابر پنداشته شوند بایستی مانند مردان نمایش داده شوند یعنی فاقد هرگونه ابزارسازی جنسی.

## لذت دیداری و سینمای روایی
لذت دیداری و سینمای روایی مقالهٔ دوران سازی از لورا مالوی فعال فمینیست است که در سال ۱۹۷۳ نوشته شد و در سال ۱۹۷۵ منتشر شده‌است. این مقاله به لحاظ متن روان کاوانه‌اش برای نظریه فمینیستی فیلم، متنی گشاینده محسوب می‌شود.
دو نوع لذت در سینما متصور است
1. «استفاده از شخص دیگری به‌عنوان هدف تحریک جنسی از طریق بینایی» می‌داند.
2. «از طریق خودشیفتگی و ساختار نفس ایجاد شده است» از «همذات پنداری(اتحاد) بیننده با تصویر دیده شده» ناشی می شود.[۳]

این مقاله با بحث در مورد ماهیت جنسیتی شدهٔ روایت و زاویه دید در سینمای کلاسیک هالیود، آراء ژاک لاکان و لوئی آلتوسر که هر دو غیرفمینیست بودند را برای طرحی فمینیستی بکار برد.
بحث این کتاب بدین منتج می‌شود که لذت دیداری در سینما، ساختار نگاه مذکر و مورد نگاه بودن مونث را بازتولید می‌کند؛ ساختاری دوگانه که روابط نامتقارن قدرت را که بر جهان اجتماعی واقعی حاکم اند، بازمی‌تاباند.
با توجه به اینکه این مقاله در زمانی نگاشته شده‌است که موج دوم فمینیسم فعال بوده‌است، دلیل آراء و نظرات مالوی در آن قابل تشخیص است.